# Francisco Fernandes (jogador de rugby)
Francisco Fernandes (6 de Setembro de 1985) é um jogador de rugby franco-português, que actua na posição de Pilar esquerdo. Nasceu em França, mas sendo de origem portuguesa, decidiu representar o seu país de origem. Jogou no US Tyrosse, na Fédérale 1 francesa (terceiro escalão) antes de se transferir para o AS Béziers Hérault, onde joga desde 2011/12, na Pro D2, a segunda divisão profissional francesa.
Foi internacional português sub-18 e em 6 de Fevereiro de 2010 representou os Lobos pela primeira vez num jogo contra a Rússia, numa jogo em que a selecção nacional perdeu por 14-10.
No jogo contra a Alemanha, em 27 de fevereiro de 2010, Francisco Fernandes (que alinhou como Pilar direito) apontou o seu primeiro ensaio ao serviço dos Lobos. Depois de algumas ausências, voltou a representar regularmente a Selecção Nacional a partir de 2010, onde é actualmente o jogador mais velho, com 36 anos.

## Clubes
- US Tyrosse (2005/06-2010/11)
- AS Béziers Hérault (desde 2011/12)

## Palmarés
- Internacional português: 30 jogos (2 ensaios, 10 pontos)
- Internacional português sub-18